# مايك شنايدر (موسيقي)
مايك شنايدر (بالإنجليزية: Mike Schneider)‏ هو موسيقي أمريكي، ولد في 1979.